# Metody wróżenia
Ten artykuł opisuje teorie, metody lub czynności niezgodne ze współczesną wiedzą naukową.

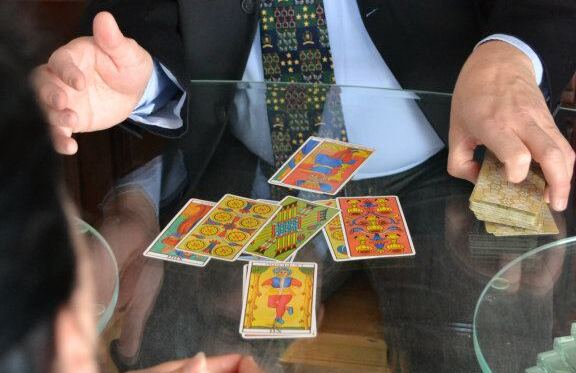
Wróżenie z Tarota jest popularną współcześnie odmianą kartomancji

Metody wróżenia można podzielić na wróżbiarstwo naturalne i obiektowe. Do tego pierwszego zaliczają się techniki, w których medium wróżbiarskim jest człowiek w sensie odczuć i natchnienia (np. onejromancja), a do drugiego wszystkie, w których odczytuje się znaki zawarte w przedmiotach lub zjawiskach. Granica między tymi dwoma typami jest dość płynna i nie wszystkie metody wróżenia da się dokładnie przypisać do którejś z nich.
Metody obiektowe można podzielić na siedem podrzędnych kategorii:
1. Wróżenie, w którym narzędziem wróżbiarskim jest człowiek w sensie fizycznym (np. chiromancja, amniomancja)
2. Wróżenie ze zwierząt – ich organizmów lub zachowań (np. alektromancja, haruspicjum)
3. Wróżenie z roślin i produktów spożywczych (np. alomancja, wróżenie z jabłka)
4. Wróżenie z obiektów codziennego użytku (np. tasenografia)
5. Wróżenie z liczb i alfabetów (np. numerologia, bibliomancja)
6. Wróżenie z przyrody i żywiołów (np. aeromancja, hydromancja)
7. Wróżenie z pomocą sił nadprzyrodzonych, demonów i duchów (np. nekromancja, demonomancja)

## Metody wróżenia w kolejności alfabetycznej

### A
- aeromancja – wróżenie na podstawie obserwacji zjawisk atmosferycznych (nieba): wróżenie z chmur, komet itp.[3][4]
- aksynomancja – wróżenie za pomocą obracającej się siekiery lub topora[4]
- alektromancja – wróżenie przy użyciu specjalnie tresowanego koguta → patrz ornitomancja[5]
- aleuromancja – wróżenie za pomocą mąki[5]
- alfitomancja – wróżenie za pomocą chleba[5]
- alomancja – wróżenie za pomocą soli[5][6]
- amniomancja – wróżenie z tzw. czepka, czyli błony otaczającej czasem głowę noworodka[7]
- antropomancja – wróżenie polegające na badaniu wnętrzności kobiet i mężczyzn, najczęściej składanych w ofierze dzieci[7]
- apantomancja – wróżenie na podstawie niespodziewanie napotkanych zwierząt[7]
- årsgång – dawna tradycja wróżbiarska wywodząca się z folkloru szwedzkiego[8]
- arytomancja – wróżenie z liczb (patrz: numerologia)[4][9]
- astragalomancja – wróżenie za pomocą kości do gry[5], kamyków lub kawałków drewna[10]
- astrologia – wróżenie na podstawie aspektów, pozycji i wpływów ciał niebieskich[4]

### B
- belomancja – wróżenie ze strzał[4]
- bibliomancja – wróżenie przy użyciu świętych ksiąg[11], np. Biblii[4] lub Yijing („Księga przemian”)[12]
- botanomancja – wróżenie z roślin[5]
- brontoskopia – wróżenie z grzmotów i piorunów[13]
- bukomancja – wróżenie z wyglądu ust człowieka[14]

### C
- ceromancja – wróżenie z wosku wlewanego do naczynia z wodą → patrz andrzejki[4]
- ceronoskopia – wróżenie z piorunów[4] → patrz brontoskopia
- chaomancja – wróżenie z obserwacji powietrza (patrz: aeromancja)[4]
- chiromancja – wróżenie z linii na dłoni[7]

### D
- dafnomancja – wróżenie z gałązek lauru wrzucanych w ogień[5]
- daktylomancja – wróżenie za pomocą pierścieni[4]
- demonomancja – wróżenie przy pomocy demonów[15]
- dendromancja – wróżenie z szumu liści drzew[5]

### E
- engastrimantyka – wróżenie z brzuchomówstwa[2]
- eromancja → patrz aeromancja[16]

### F
- filirodomancja – wróżenie z liści róży[5]
- filomancja – wróżenie ze sposobu poruszania się drzew oraz szumu ich liści[17]
- firasa – arabska metoda odczytywania cech charakteru na podstawie wyglądu zewnętrznego[18]
- fizjognomika – wróżenie z kształtu i rysów twarzy[7]
- frenologia – wróżenie z kształtu czaszki[7]

### G
- gastromancja – wróżenie z odgłosów żołądka lub ze szklanej kuli wypełnionej wodą[19]
- garosmancja – wróżenie ze światła świec odbitego na powierzchni wody umieszczonej w okrągłym szklanym naczyniu[20]
- geloskopia – wróżenie ze śmiechu osoby będącej pod wpływem narkotyków[7]
- gematria – wróżenie ze słów przekształconych w liczby (patrz: kabała, numerologia)[4][9][21][22]
- geomancja – wróżenie z naturalnych pęknięć i szczelin na powierzchni ziemi[23]
- wróżenie z gałęzi – np. wróżenie z gałęzi jemioły, wróżenie z gałązek wiśni → patrz dafnomancja

### H
- halomancja → patrz alomancja[5][24]
- haruspicjum – wróżenie z wnętrzności zwierząt (starożytna technika znana np. u ludów etruskich)[7]
- hepatoskopia – wróżenie ze zwierzęcej wątroby[7][25]; odmiana haruspicjum
- hieromancja – wróżenie z ofiar (np. zwierząt ofiarnych)[26][27]
- hippomancja – wróżenie z ruchu koni[7]
- hydromancja – wróżenie z wody[4]

### I
- ichtiomancja – wróżenie z wnętrzności ryb[7]
- idolomancja – wróżenie z figurek, wizerunków i posągów[potrzebny przypis]

### J
- jasnowidzenie – prekognicja, retrokognicja i psychometria[28][29][30]
- wróżba z jabłka – tradycyjna polska metoda wróżenia w andrzejki, katarzynki i Wigilię[31]

### K
- kabała [hebr. qabbālā ‘tradycja’] – nurt mistyczny judaizmu[32], wróżenie z kart[33] → patrz kartomancja
- kapnomancja – wróżenie z dymu[4]
- kartomancja – wróżenie z kart, w tym także z kart tarota[2]
- katoptromancja – wróżenie ze zwierciadła[4] → patrz krystalomancja
- kattabomancja – wróżenie z naczyń wykonanych z metalu[potrzebny przypis]
- kefalomancja – wróżenie z gotującej się głowy osła[7]
- kledonismancja – wróżenie z wypowiedzianych lub zasłyszanych słów[20]
- kleidomancja – wróżenie za pomocą klucza[4]
- kleromancja – wróżenie za pomocą kości zwierząt, kości do gry lub nasion bobu[34]
- koskinomancja – wróżenie za pomocą sita lub przetaka[4][35]
- kozinomancja – wróżenie z palonych materiałów (patrz: piromancja)[4]
- kranjomancja (kranjoskopia) – wróżenie z właściwości czaszki[36]
- kromniomancja – wróżenie z cebuli[5]
- krystalomancja – wróżenie z kryształów, luster lub kryształowych kul[4]
- kubomancja → patrz astragalomancja[5]

### L
- lampadomancja – wróżenie z lamp[4]
- lekanomancja – wróżenie z wody znajdującej się wewnątrz specjalnego naczynia → patrz hydromancja[4][37]
- libanomancja – wróżenie z dymu kadzidła (patrz: kapnomancja)[4]
- lichnomancja – wróżenie ze światła[38]
- litomancja – wróżenie z kamieni[4]
- lychnomancja – wróżenie ze sposobu spalania się knota świecy[4]

### M
- margaritomancja – wróżenie z pereł[4]
- metoposkopia – wróżenie z czoła[7]
- miomancja – wróżenie z zachowania szczurów lub myszy[7]

### N
- nekromancja – wróżenie z pomocą duchów wywołanych zmarłych[15][39][40]
- nggàm(inne języki) – wróżenie z zachowania krabów i pająków (metoda plemienia Mambila(inne języki))[41]
- numerologia – wróżenie oparte na symbolice cyfr → patrz arytomancja[4][42]

### O
- ofiomancja – wróżenie z ruchów węża zanurzonego w wodzie[7]
- ojnomancja – wróżenie z wina oraz z okoliczności towarzyszących jego piciu[5][43]
- ololigomancja – wróżenie ze sposobu szczekania psów[7]
- omfalomancja – wróżenie z pępka[7]
- onejromancja – wróżenie z marzeń sennych[44][45]
- onomancja – wróżenie z liter imion lub nazwisk[9][4][46]
- onychomancja – wróżenie z paznokci[7]
- ornitomancja – wróżenie z lotu, krzyku i śpiewu ptaków[7]
- owomancja – wróżenie z jaj[5]
- wróżenie z orzechów włoskich – tradycyjna wigilijna wróżba z terenu Górnego Śląska i Opolszczyzny[31]

### P
- palmoskopia → patrz antropomancja[7]
- pecomancja – wróżenie ze źródła[20]
- pedomancja – wróżenie z nóg[47]
- pegomancja – wróżenie z kamieni wrzucanych do wody[4]
- piromancja – wróżenie z ognia[4]
- plastromancja – wróżenie ze skorupy żółwia[potrzebny przypis] → patrz skapulimancja
- podomancja – wróżenie ze stóp[7]
- psychomancja – wróżenie przy pomocy kontaktu z duchami[15]

### R
- rabdomancja – wróżenie za pomocą kijów lub różdżek[4]
- radiestezja – wykrywanie za pomocą różdżki podziemnych źródeł wody i minerałów[48] → patrz rabdomancja
- rapsodomancja – wróżenie z dzieł poetyckich[4]
- wróżenie z run[49]

### S
- sciomancja – wróżenie z cieni[potrzebny przypis]
- sferomancja – wróżenie za pomocą kryształowej kuli[50] → patrz krystalomancja
- sideromancja – wróżenie z opiłków żelaza[51]
- skapulomancja (spatulimancja[16], skapulimancja[51]) – wróżenie ze zwierzęcej łopatki[7]
- skiomancja – wróżenie za pośrednictwem zmarłych osób[51] → patrz nekromancja
- spodomancja – wróżenie z popiołu[52][53]
- stareomancja – wróżenie z żywiołów[potrzebny przypis]
- stoikomancja – wróżenie z dzieł Homera i Wirgiliusza (odmiana rapsodomancji)[4]
- sykomancja – wróżenie z liści figowca[5]

### T
- tasenografia (tasseomancja, tassologia) – wróżenie z fusów kawy lub herbaty[5]
- teframancja → patrz spodomancja
- tuframancja – wróżenie z popiołów[potrzebny przypis]
- tyromancja – wróżenie z sera[54][55]

### U
- urynoskopia – wróżenie z moczu[56]

### Z
- zoomancja – wróżenie ze zwierząt[16] → patrz haruspicjum